# Hardball (film)
Pour les articles homonymes, voir Hardball.
Pour plus de détails, voir Fiche technique et Distribution.
Hardball (L'Enjeu au Québec) est un film américano-allemand réalisé par Brian Robbins, sorti en salles en 2001.

## Synopsis
Les dettes de jeu de Conor O'Neill ne cessent d'augmenter. Un jour, un ami banquier lui propose d'entraîner une équipe de baseball composée de jeunes garçons, les Kekambas. Il accepte le poste, qui pourrait l'aider à payer ses dettes, bien qu'il ait horreur des gamins. Aux prises avec neuf petits monstres incompétents, Conor vit le pire cauchemar de sa vie et la partie promet d'être longue, car ils n'écoutent pas ses directives.
Conor s'efforce de remplir vaillamment son rôle avec le soutien compatissant de l'institutrice Elizabeth Wilkes...

## Fiche technique
- Titre : Hardball
- Titre original : Hard Ball
- Réalisation : Brian Robbins
- Scénario : John Gatins, d'après le livre Hardball: A Season in the Projects, écrits par Daniel Coyle
- Producteurs : Brian Robbins, Michael Tollin et Tina Nides
- Producteurs exécutifs : Herb Gains, Kevin McCormick et Erwin Stoff
- Musique : Mark Isham
- Directeur de la photographie : Tom Richmond
- Montage : Ned Bastille
- Distribution des rôles : Marci Liroff
- Création des décors : Jaymes Hinkle
- Décorateur de plateau : Tricia Schneider
- Création des costumes : Francine Jamison-Tanchuck
- Société de distribution : Paramount Pictures
- Durée : 106 minutes
- Genre : Comédie dramatique
- Pays de production :  États-Unis,  Allemagne
- Date de sortie en salles : 
  - États-Unis : 14 septembre 2001
  - France :17 juillet 2002

## Distribution
- Keanu Reeves (VF : Jean-Pierre Michaël ; VQ : Daniel Picard) : Conor O'Neill
- Diane Lane (VF : Caroline Beaune ; VQ : Anne Bédard) : Elizabeth Wilkes
- John Hawkes (VF : Vincent Ropion ; VQ : Alain Zouvi) : Ticky Tobin
- Bryan Hearne (VF : Mathias Mella ; VQ : Julien Nguyen) : Andre Ray Peetes
- Julian Griffith (VF : Anton Stzepourginsk) : Jefferson Albert Tibbs
- Michael B. Jordan (VF : Brice Ournac) : Jamal
- A. Delon Ellis Jr. : Miles Pennfield II
- Kristopher Lofton : Clarence
- Michael Perkins : Kofi Evans
- Brian M. Reed : Raymond 'Ray Ray' Bennet
- DeWayne Warren : Jarius 'G-Baby' Evans
- Carol Hall : Pearla Evans (as Carol E. Hall)
- Jacqueline Williams : Lenora Tibbs
- Freeman Coffey : Darryl Mackey
- Mike McGlone : Jimmy Fleming
- D. B. Sweeney : Matt Hyland
- Graham Beckel : Duffy

 Source et légende : version française (VF) sur RS Doublage et VoxoFilm  Source et légende : version québécoise (VQ) sur Doublage.qc.ca

## Sortie et accueil

### Réception critique
Hardball obtient des critiques mitigées lors de sa sortie : sur le site Web d'agrégation de critiques Rotten Tomatoes, le film obtient un taux d'approbation de 41% sur la base de 113 critiques, avec une note moyenne de 4,72/10. Dans son consensus critique, le site note que « bien que Hardball contienne des moments touchants, ils ne sont pas suffisants pour transcender la formule sportive ». Sur Metacritic, qui attribue une note normalisée aux critiques, le film a un score moyen pondéré de 48 sur 100, basé sur 25 critiques, indiquant « des critiques mitigées ou moyennes ». Les audiences interrogées par CinemaScore ont donné au film une note moyenne de "A–" sur une échelle de A + à F.

### Box-office
Hardball sort en salles le 14 septembre 2001 aux États-Unis, trois jours après les attentats du 11 septembre. Distribué dans 2 137 salles, le long-métrage prend la première place du box-office américain en rapportant 9,4 millions de $ de recettes lors de son premier week-end d'exploitation,, malgré les tragiques événements survenus et une prévision à une nette baisse selon les spécialistes. Le week-end suivant, le film garde la tête du box-office avec plus de 8 millions de $ engrangées durant cette période, portant le total des recettes à 19,3 millions de $ depuis sa sortie,.  Hardball reste dix-huit semaines dans les salles et rapporte 40,2 millions $ de recettes en fin d'exploitation.
À l'international, Hardball ne fait guère d'étincelles au box-office, ne rapportant que 3,9 millions de $, portant le cumul à 44,1 millions de $ de recettes mondiales.
En France, le long-métrage est relativement peu distribué en salles et frôle les 20 000 entrées en fin d'exploitation.

## Autour du film
- Le jeu d'acteur de Keanu Reeves dans ce film lui a valu de se voir décerner une nomination aux Razzie Awards en tant que Pire acteur de l'année.